# Dominic Roy
Dominic Roy (1968-19 mai 2020) est un historien et professeur d'histoire canadien (Québec). Il écrivait principalement sur l'histoire du XXe siècle ; dans les années 2010, il a publié sur l'histoire des pays d'Asie. 

## Biographie
Dominic Roy naît en 1968.
De 1996 à 2015, il rédige des livres sur l'histoire du XXe siècle.
De 2003 à 2020, Dominic Roy enseigne au collège Jean-de-Brébeuf, à Montréal.
Décès le 19 mai 2020, à l'âge de  52 ans.

## Œuvres
- (avec Marcel Roy) Je me souviens : histoire du Québec et du Canada, 4e secondaire. Guide d’enseignement, Saint-Laurent : ERPI, 1996[5]
- L’Expansion de l’OTAN : ses implications pour la politique extérieure américaine, Montréal : Collège Jean-de-Brébeuf, 1999[6] (manuel de niveau collégial québécois)
- Histoire des relations internationales contemporaines, Montréal : Collège Jean-de-Brébeuf, 2000[6] (manuel de niveau collégial québécois)
- Diplomatie préventive et résolution du litige en mer de Chine méridionale, Montréal : Collège Jean-de-Brébeuf, 2003[6]
- (avec Joceline Chabot et Paule Mauffette) Histoire du XXe siècle. Perspectives internationales, Modulo, 2003 (manuel de niveau collégial québécois)
- La géostratégie maritime en Asie-Pacifique. Le cas de la marine chinoise, Presses de l'Université Laval, 2008[3]
- La mutation stratégique du Japon 1945-2010. Succès et mérites de l’approche adaptative, Presses de l’Université Laval, 2010[3]
- Partenaire et ennemie. La Chine face au Viêtnam, 1949-1979, Presses de l’Université Laval, 2015[3].